# Верхний Баскунчак (станция)
Ве́рхний Баскунча́к — узловая железнодорожная станция Астраханского региона Приволжской железной дороги на пересечении неэлектрифицированных линий Урбах — Астрахань и Нижний Баскунчак — Волгоград.

## История
До постройки Астраханской линии на месте станции находилась пустынная местность, через которую проходила Баскунчакская солевозная железная дорога, открытая в 1883 году для перевозки соли с озера Баскунчак до станции Владимировская пристань, расположенной на реке Волге. В связи с прокладкой Астраханской линии Рязано-Уральской железной дороги, пересекающей Баскунчакскую железную дорогу, в 1907 году была открыта станция Верхний Баскунчак, сдано в эксплуатацию паровозное депо.
В годы Великой Отечественной войны станция стала крупным железнодорожным узлом стратегического значения. В конце 1941 года в рекордно короткий срок была построена железнодорожная ветка Владимировка — Паромная (Сталинград), по которой в период Сталинградской битвы осуществлялась доставка людей, продовольствия, боевой техники, боеприпасов и других грузов. Верхний Баскунчак неоднократно подвергался авиационным налётам, в результате которых были почти полностью уничтожены железнодорожные пути, паровозное депо, сожжена станция, разрушен посёлок, однако станция продолжала работать и обеспечивать доставку войск и техники.
В послевоенные годы открыты путевая машинная станция, вагонное депо, дистанция пути, дистанция сигнализации и связи. Ранее существовала железнодорожная ветка на Средний Баскунчак, которая в настоящее время разобрана.
В 2005 году проведён капитальный ремонт платформы и вокзала, в 2010 году открыт второй путь перегона Верхний Баскунчак — Солончак..

## Описание
Станция расположена в посёлке Верхний Баскунчак Ахтубинского района Астраханской области. От станции идут ветки в Волгоград, Нижний Баскунчак. Ветка Верхний Баскунчак — Нижний Баскунчак является ведомственной, хотя отображается в официальных картах РЖД, и принадлежит ПАО «Бассоль». По ней осуществляются только грузовые перевозки.
На станции Верхний Баскунчак останавливаются все поезда дальнего следования. Через станцию осуществляются пассажирские перевозки в Брест, Махачкалу, Одессу, Волгоград, Москву, Саратов, Астрахань, Ташкент, Баку, Худжант, Адлер, Новороссийск, Санкт-Петербург, Казань, Нижний Новгород, Мурманск, Харьков, Киев, Орск, Кустанай, Астану, Павлодар, Томск, Новокузнецк, Караганду, Тюмень, Нижневартовск, Душанбе, Симферополь, Мангышлак, Актобе, Алма-Ату, Новосибирск, Ижевск. Также через станцию проходит множество грузовых поездов, в том числе с солью, вывезенной из посёлка Нижний Баскунчак.
Станция примечательна тем, что в её северной части есть перпендикулярное глухое пересечение двух однопутных участков Солончак — Нижний Баскунчак и Верхний Баскунчак — Урбах, которое используется только в тёплый период, когда идёт добыча соли. В зимний период крестовина с пути снимается.

## Дальнее следование по станции
По состоянию на декабрь 2023 года через станцию курсируют следующие поезда дальнего следования:
| № поезда                         | Маршрут движения                            | № поезда                         | Маршрут движения                            |
| Круглогодичное обращение поездов | Круглогодичное обращение поездов            | Круглогодичное обращение поездов | Круглогодичное обращение поездов            |
| -------------------------------- | ------------------------------------------- | -------------------------------- | ------------------------------------------- |
| 5 «Лотос»                        | Астрахань — Москва                          | 6 «Лотос»                        | Москва — Астрахань                          |
| 41/42                            | Астрахань — Волгоград                       | 41/42                            | Волгоград — Астрахань                       |
| 85                               | Махачкала — Москва                          | 86                               | Москва — Махачкала                          |
| 109/110                          | Астрахань — Санкт-Петербург                 | 109/110                          | Санкт-Петербург — Астрахань                 |
| 123/124                          | Ташкент — Волгоград                         | 123/124                          | Волгоград — Ташкент                         |
| 133/134                          | Дербент — Москва                            | 133/134                          | Москва — Дербент                            |
| 147/148                          | Астрахань — Нижневартовск                   | 147/148                          | Нижневартовск — Астрахань                   |
| 301/302                          | Грозный — Волгоград                         | 301/302                          | Волгоград — Грозный                         |
| 319/320                          | Куляб — Волгоград                           | 319/320                          | Волгоград — Куляб                           |
| 329/330                          | Душанбе — Волгоград                         | 329/330                          | Волгоград — Душанбе                         |
| 359/360                          | Худжанд — Волгоград                         | 359/360                          | Волгоград — Худжанд                         |
| 373/374                          | Дербент — Тюмень                            | 373/374                          | Тюмень — Дербент                            |
| Сезонное обращение поездов       |                                             |                                  |                                             |
| 249                              | Имеретинский курорт — Новокузнецк           | 250                              | Новокузнецк — Имеретинский курорт           |
| 465/466                          | Астрахань — Волгоград — Имеретинский курорт | 465/466                          | Имеретинский курорт — Волгоград — Астрахань |
| 545                              | Имеретинский курорт — Орск                  | 546                              | Орск — Имеретинский курорт                  |

## Фотогалерея

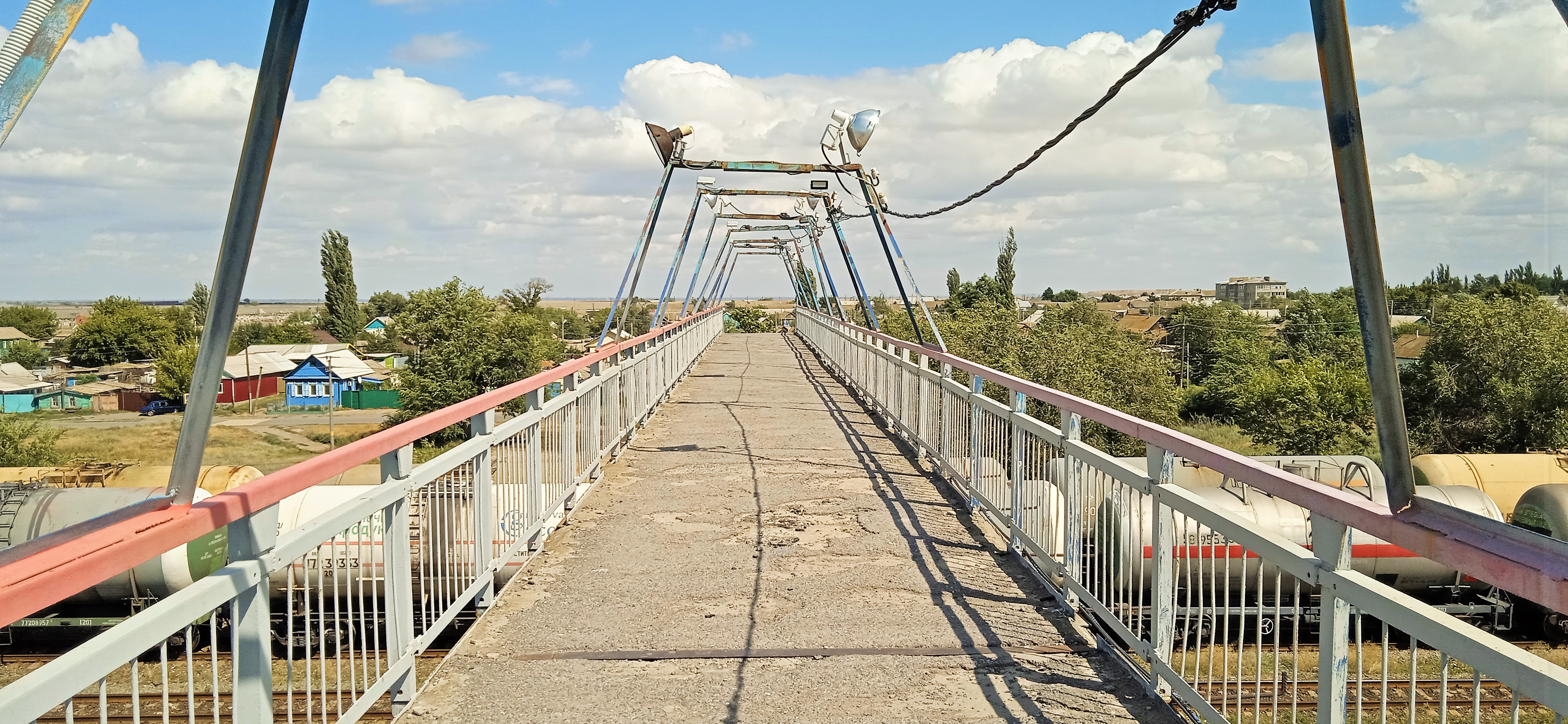
Вид на пешеходный путепровод
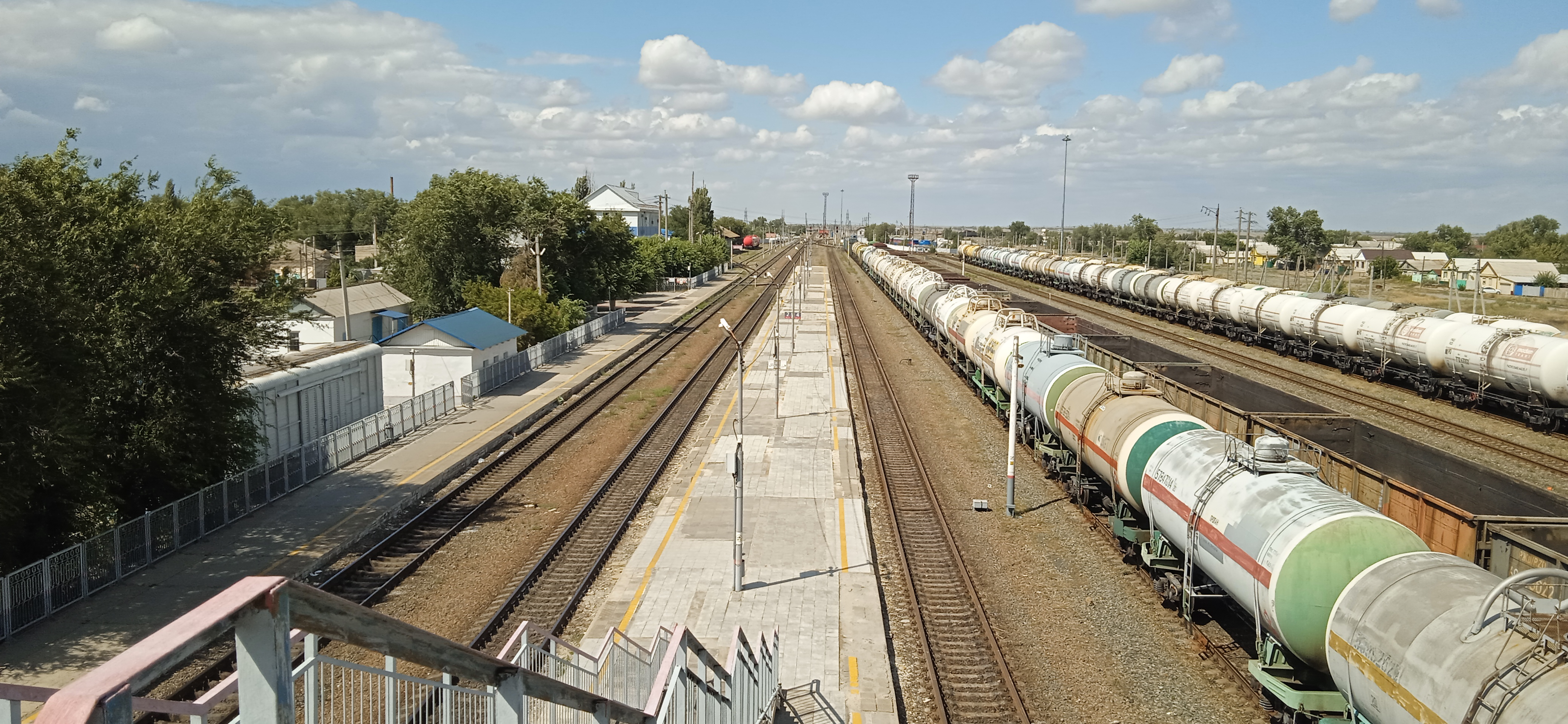
Вид с пешеходного путепровода на север
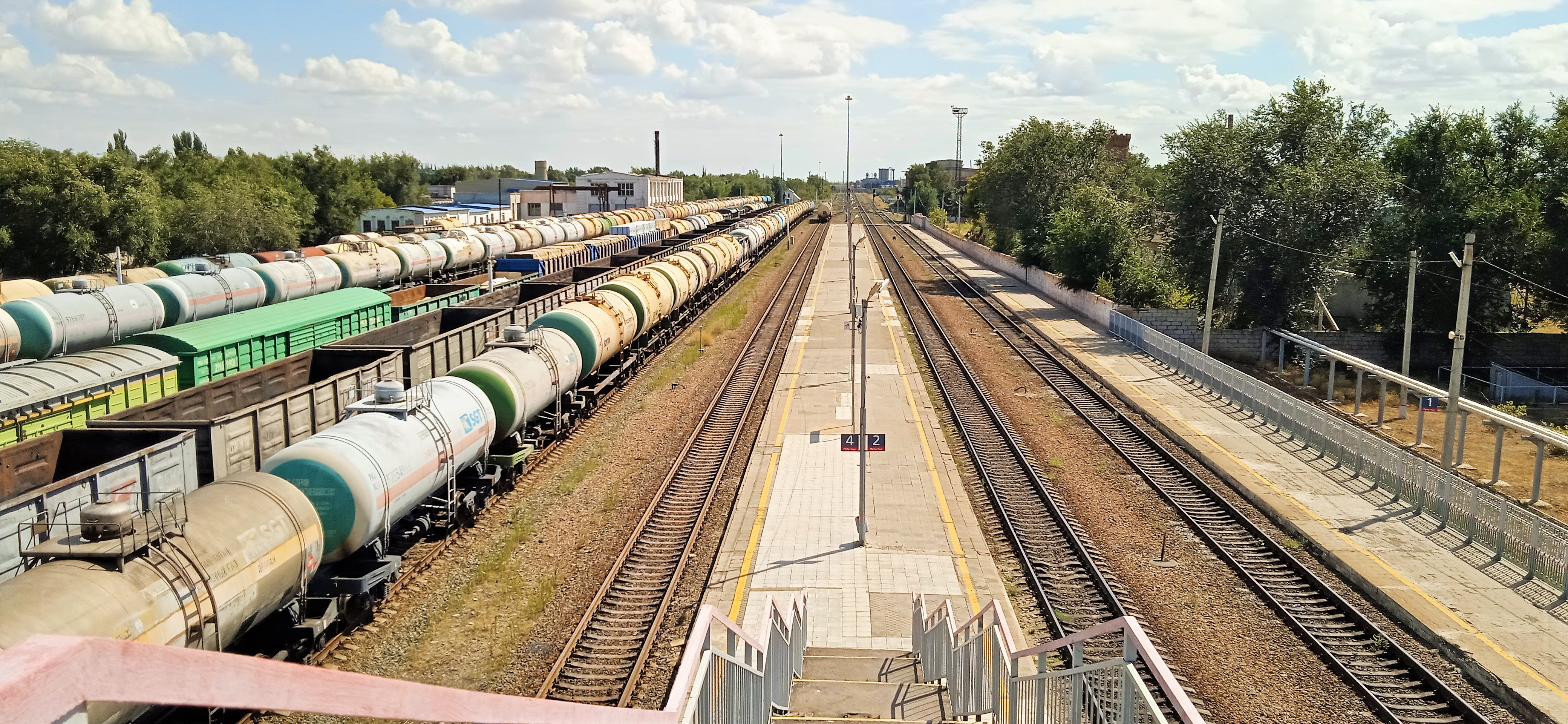
Вид с пешеходного путепровода на юг
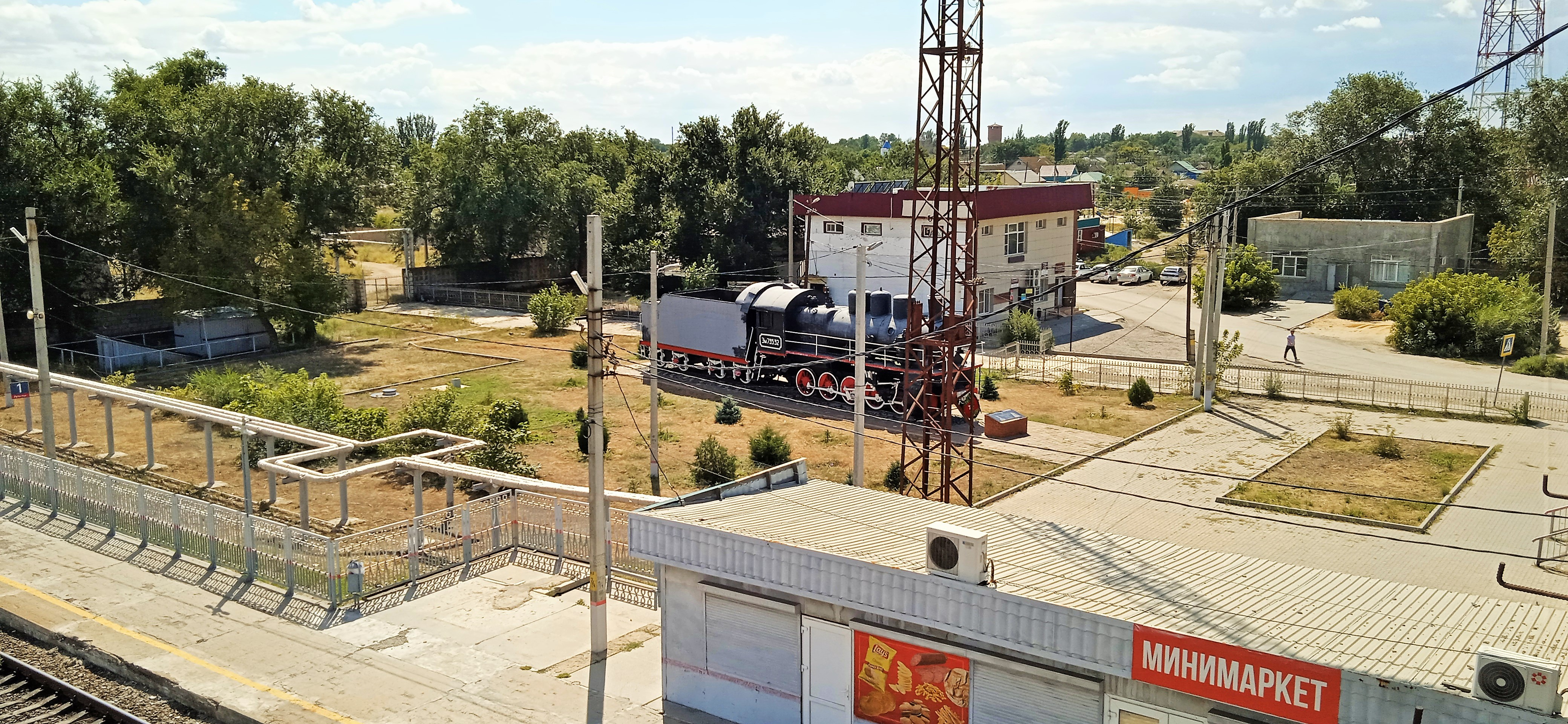
Вид с пешеходного путепровода на запад
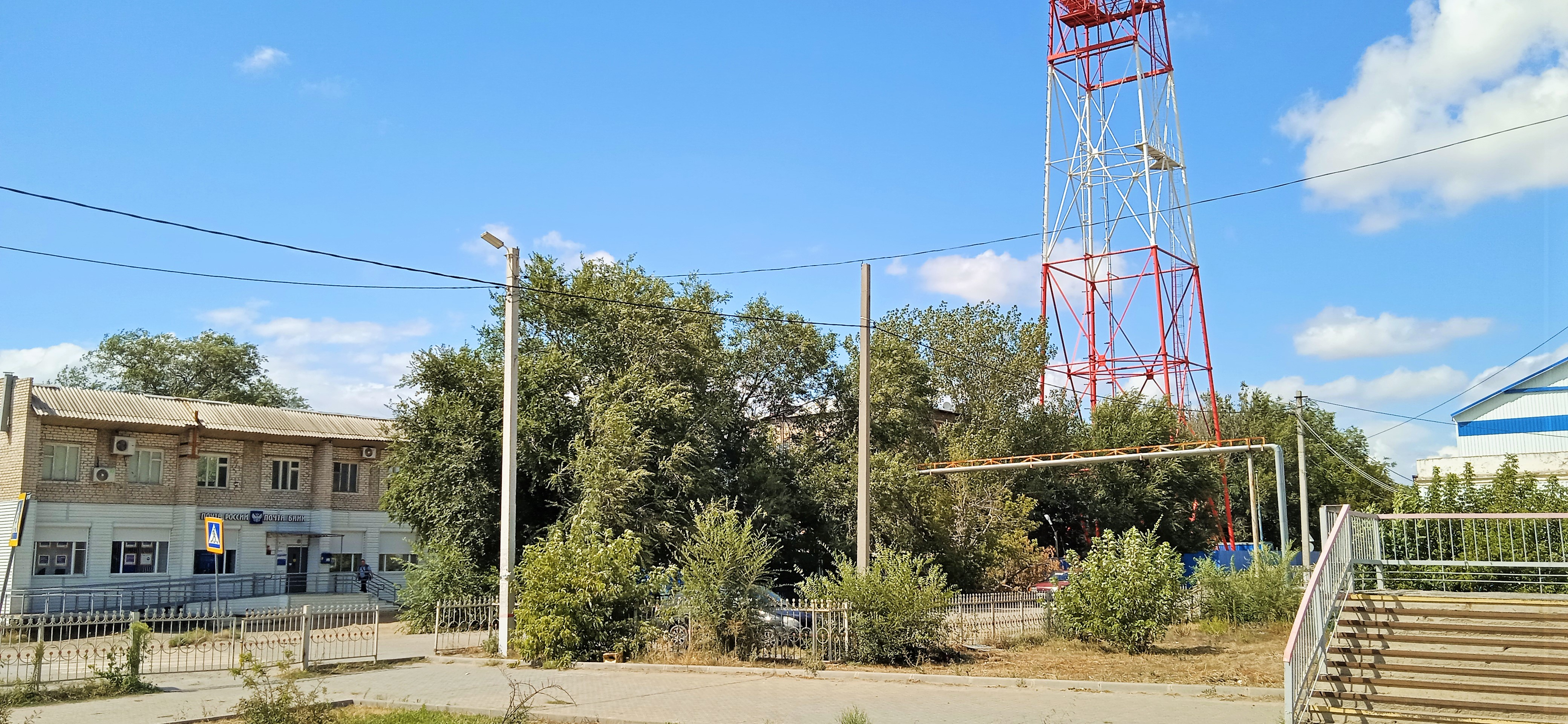
Вид на почтовое отделение
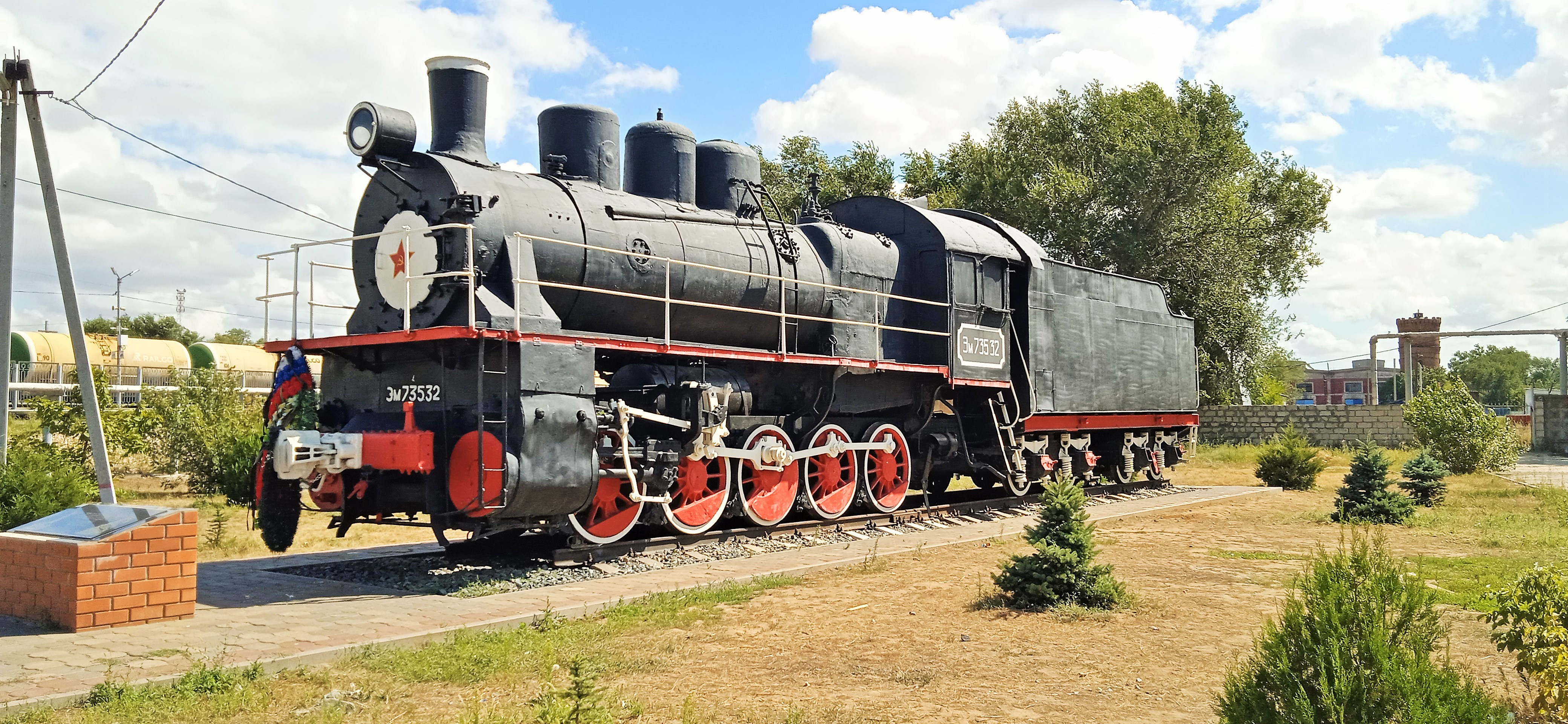
Паровоз-памятник Эм735-32 рядом с вокзалом
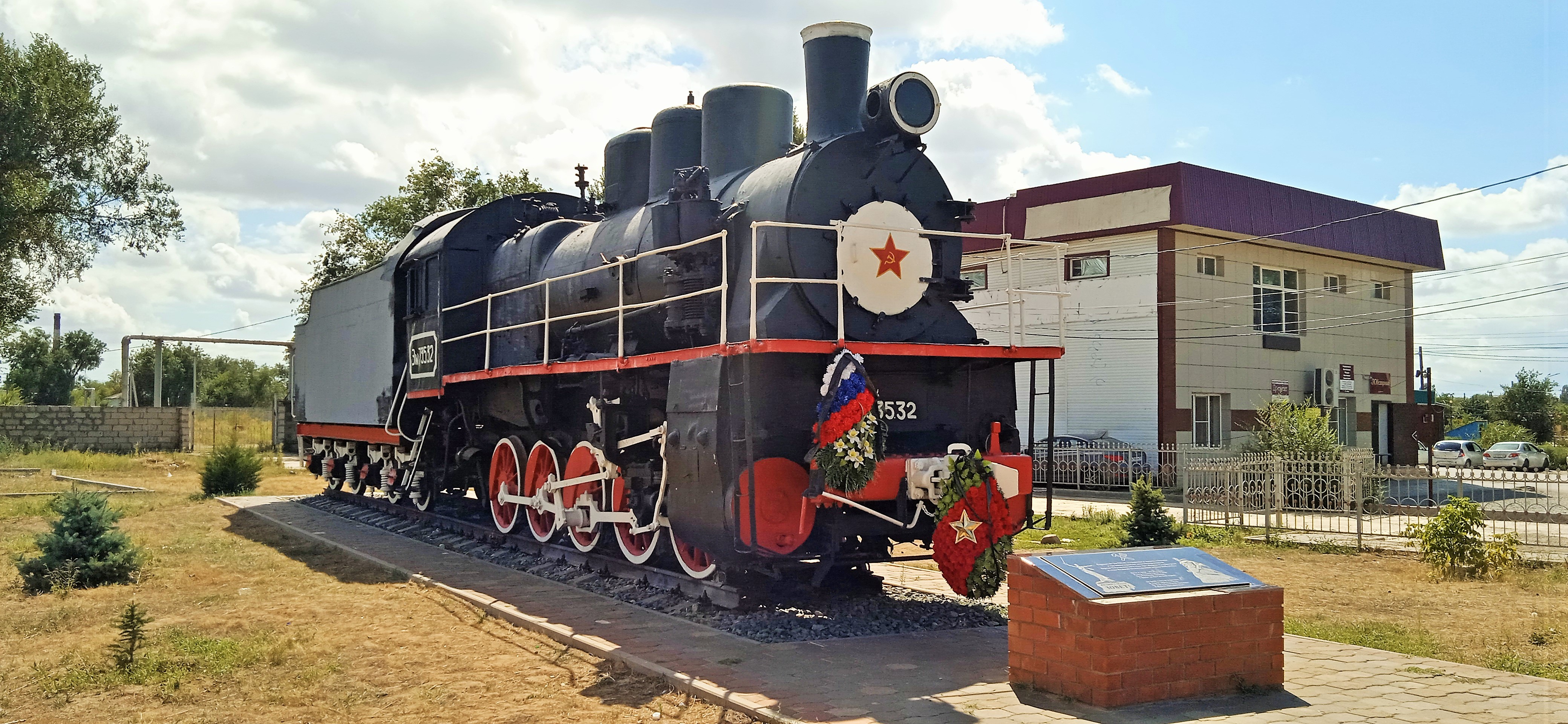
Паровоз-памятник Эм735-32. Вид спереди
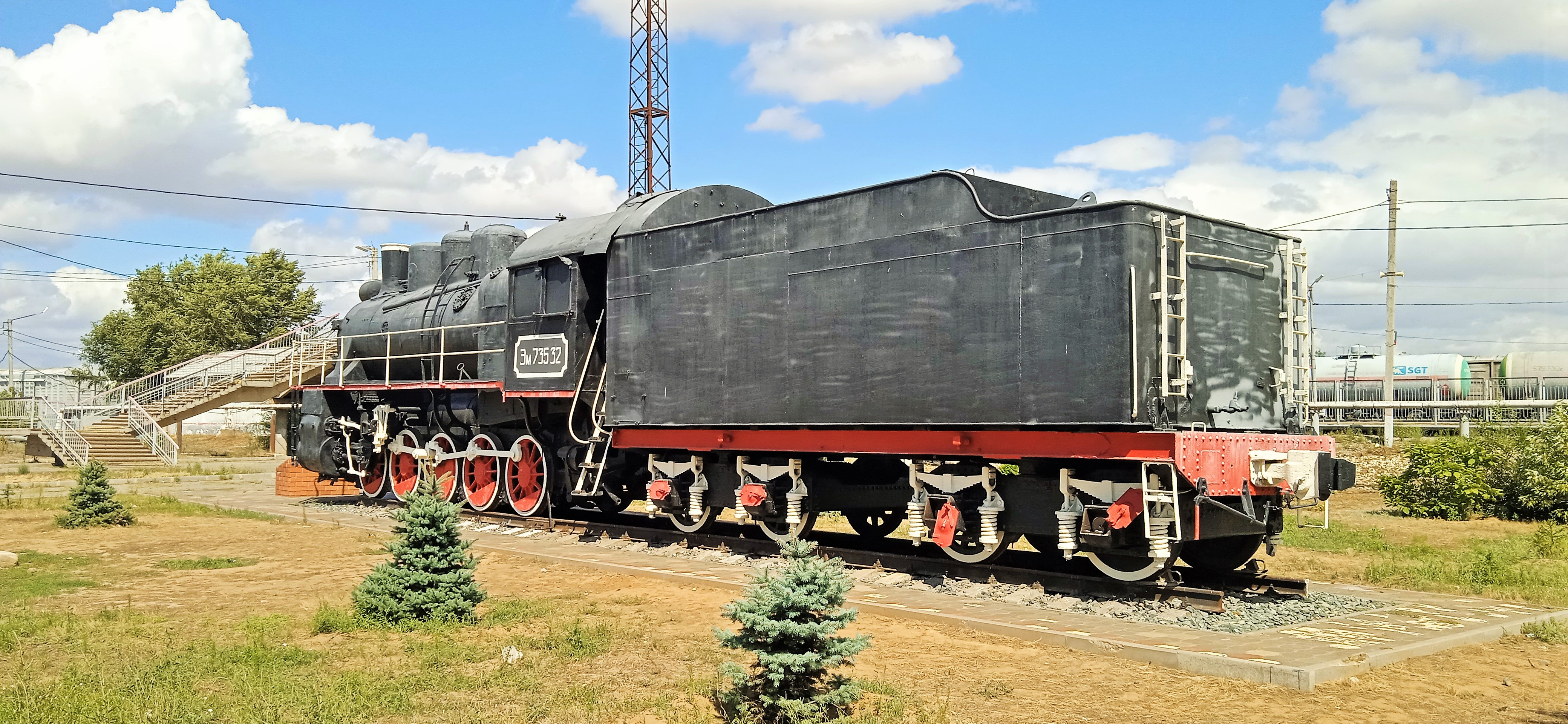
Паровоз-памятник Эм735-32. Вид сзади
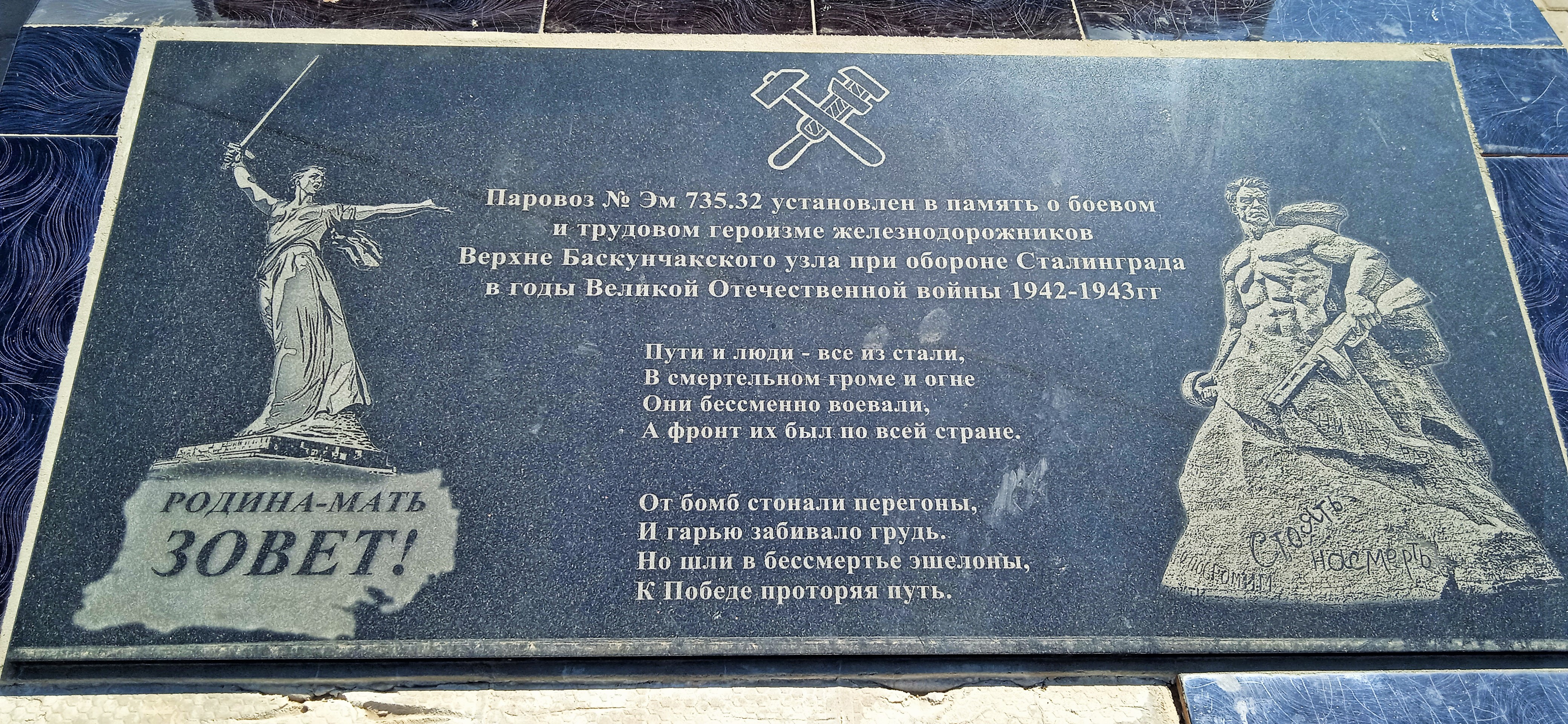
Аннотационная доска у памятника